# Општина Кнежево
Општина Кнежево (раније Скендер Вакуф) је општина у Републици Српској, БиХ. Сједиште општине се налази у Улици Гаврила Принципа, у градићу Кнежево. Кнежево је познато као ваздушна бања. Према подацима Агенције за статистику Босне и Херцеговине на попису становништва 2013. године, у општини је пописано 9.793 лица.
Општина заузима површину од 360 km².

## Насељена мјеста
Подручје општине Кнежево чине насељена мјеста: Бастаји, Бокани, Борак, Брегови, Влатковићи, Голо Брдо, Горњи Корићани*, Доњи Корићани*, Живинице, Имљани, Јаворани, Кнежево, Кобиља, Костићи, Мокри Луг, Пауновићи, Рађићи, Ћуковац, Чарићи, Шолаји.

## Географија
Општина Кнежево се налази на обронцима планина Влашић, Чемерница и Јежица. На подручју општине су кањони ријека Угар и Иломска. Општина Кнежево се налази између општина Бања Лука, Челинац, Котор Варош, Мркоњић Град, Јајце и Травник.

## Историја
На подручју општине Кнежево су пронађени остаци базилике старохришћанских цркава у селима Јаворани и Имљани. Територија данашњег Кнежева се у вријеме владавине Твртка I Котроманића (око 1388 — 1391), налазила под његовом влашћу. Продором османлијских освајача у Европу, Кнежево пада под Турке у јануару 1528. године, када га османлијски војсковођа Скендер-паша осваја. Почетком двадесетог вијека, многи Кнежевљани су били добровољци Солунског фронта. Током Другог свјетског рата, у борби против усташа су погинула 144 борца НОР-а, а њихова имена су уклесана на импозантном споменику у кањону десне стране ријеке Угар.

## Културно наслијеђе

### Сакралне грађевине
Посебно национално благо чине старе цркве брвнаре, и то Црква Светог Илије у Имљанима и Црква брвнара у Јаворанима, које су грађене у османлијске владавине и још пет српских православних цркви који припадају Епархији бањалучкој Српске православне цркве у насељеним местима Влатковићи, Кнежево, Живинице, Отловићи, и Рађићи.
Црква брвнара Светог пророка Илије у Имљанима у засеоку Макарићи је филијални храм парохије имљанске. Сматра се да је храм саграђен око 1463. године и претпоставља се да је из доба Немањића. У периоду од 1463. до 1557. године била је сакривена на ушћу Кобиљске ријеке у Угру на данашњем мјесту Црквена. О њеном преношењу на данашњу локацију постоје различите легенде. У овој цркви се чува вриједна реликвија позната као ђедовски штап, за коју локално становништво вјерује да је то штап Светог Јована Крститеља.
Црква брвнара Свети Никола у Јаворанима је једна од најстаријих цркава те врсте на подручју бањалучке регије. Саграђена је 1757. године. Није се налазила на истом мјесту гдје и данас, јер је пренијета на оближње брдо у Јаворанима због Турака. О овој цркви кружи занимљива легенда да сама прелази са брда на брдо, што је наравно плод маште сељана. То у ствари и није непотпуна истина, јер је црква за вријеме Турске владавине стварно премјештана, у току ноћи растављана па поново склапана, са брда на брдо и тако пар пута.
Црква Рођења Пресвете Богородице у Имљанима, парохијски је храм, подигнут 1881. године. Освјештао га је на Малу Госпојину, 21. септембра 1887. године митрополит дабробосански Сава Косановић. У овом храму налазе се иконе: Светог Симеона Богопримца, Исуса Христа и Свете Богородице. У овој цркви се налази и стари аустроугарски сеф. Темеље храма Свете Тројице у Влатковићима је 1998. године освештао епископ бањалучки Јефрем.
Црква Рођења пресвете Богородице у Кнежеву, парохијски је храм, грађен је у периоду од 1934. године до 1937. године. На мјесту данашње цркве била је 1913. године направљена дрвена црква на Преображење Господње. Пошто су у то вријеме постојале бројне пријетње за зидање цркве, а нарочито да ће уколико буде саграђена, бити и запаљена, мјештани православне вјере заједно са неколико истакнутих домаћина су се досјетили, да управо на овај дан, када пада и рођендан цара Франца Јозефа, израде и склопе дрвену цркву, одрже молитву и иза молтиве одрже Благодарење поводом рођендана. Како бих исту очували од пријетњи, поред дрвене мале цркве промјера 5 метара дужине и 4 метра ширине, истакну даску са натписом: У име Њ.К. и Ц. Величанства Фрање Јосифа I. Ову дрвену цркву је 1925. године освјештао митрополит бањалучко-бихаћки Василије Поповић. Године 1937. завршено је зидање нове цркве на истом мјесту гдје се налазила мала дрвена капелица. Током Другог свјетског рата црква је била јако оштећена, али је добротворним прилозима у потпуности обновљена.
Црква Светог Николаја у Живиницама, подигнута је 1921. године на мјесту старије цркве саграђене 1850. године. Освјештао га је 1921. год. митрополит бањалучко-бихаћки Василије Поповић. Храм је запаљен за вријеме Другог свјетског рата, а обновљен у периоду од 1950. до 1964. године. У овом храму налазе се иконе: Светог Николаја, Свете Богородице, Светог Великомученика Георгија, Тајна вечера и др.
Црква Светог Василија Острошког у мјесту Отловићи, градња је започета 2006. године.
Црква Свете великомученице Марине у Рађићима започет је са градњом 1996. године. Темеље храма освјештао је епископ бањалучки Јефрем.
Црква Светог Николе у Јаворанима подигнута је 1930. године, поред старије цркве брвнаре, а освјештао је епископ зворничко-тузлански Нектарије 1931. године. У овом храму налазе се иконе: Светог Николаја, Свете Богородице, Светог Пророка Илије, Исуса Христа и икона Тајна вечера.
У насељу Махала, налази се џамија која је реконструисана послије рата и темељи старе џамије, који потичу из прве половине 17. вијека, за коју предања кажу да је јединствена на простору Југоисточне Европе, јер се у њеној унутрашњости налази мезар њеног вакифа Скендер–деде.

### Некрополе стећака
Од већег броја некропола са стећцима на кнежевској општини најпознатија је имљанска некропола „Мрамор”, која се састоји од пет стећака. Четири стећка припадају плочастом типу, а средишњи стећак лежи преврнут. Орнаментику стећка чини стилизирани љиљан, полумјесец, пластични круг и три полулопте. Друга некропола „Ђидолово гробље” налази се у близини Угра. Састоји се од седам камених и седрених сандука без натписа и орнаментике. У селу Кобиља на 900 м.н.в. налази се трећа некропола. Састоји се од десет стећака, од којих девет припадају плочастом типу. Плочасти стећци немају орнаментику, већ само стећак у облику високог сандука. Орнаментику овог стећка чине велики пластични полумјесец, у којем је кружница са урезаним крстом. Стећак у селу Баштина истиче се рељефом руке која држи штаку. На лицу стећка још су два сокола, полумјесец, крст и сунце. На подручју општине евидентан је и извјестан број споменика из Другог свјетског рата. Код ушћа Иломске у Угар видљиву су на једном бријегу остаци средњовјековне утврде Оштрца, док су у кањону видљиви остаци караванског пута.

## Туризам
Општина Кнежево као подручје нетакнуте природе, смештено је на просечној надморској висини од 861m, познато као ваздушна бања, окружено је четинарским шумама, шумовитим пропланцима, пашњацима и висоравнима, сутјескама и кањонима. Околне шуме обилују великим бројем дивљачи: вук, дивља свиња, медвјед, лисица, а ријеке Угар и Иломска пуне су поточне пастрмке, липљена и младице.

### Ријеке Угар и Иломска
На Угру се сваке године одржава KУП у флај-фишингу, међу риболовцима популарном мушичарењу. За оне које осим риболова и рибљих специјалитета воле и авантуру, Угар је прави изазов. Ова ријека са бројним брзацима, однедавно је постала привлачна за љубитеље рафтинга и кањонинга. Иломска, десна притока Угра, у свом кањону скрива бројне вирове и водопаде, од којих се по љепоти издваја Бадањ, из кога се вод обрушава са висине од око 40m, формирајући језерце пречника 20m. По љепоти за Угром и Иломском не заостаје ни рјечица Цврцка, у чијем кањону такође има дивљачи, а посебну атракцију представља лов на мрког медвједа.

### Пећине
Природну љепоту и посебну атракцију представљају и бројне пећине и јаме, које нарочито привлаче пажњу спелеолога из окружења.
Ту су добро познате пећине: Отловица и Ледница. Унутрашњост ових пећина чине стијене са пећинским накитом: сталактити и сталагмити, који се формирају стотинама година под утицајем воде. Пећина Отловица се налази према Пишталама, пет километара од скретања за Чемерницу, на дубини од око 10-15 метара, укупне дужине око 100 метара. Пећина Леденица се налази у мјесту Видово врело, на дубини од око 30 метара, укупне дужине око 200 метара. Мјерење ових пећина извршило је спелеолошко друштво „Понир” Бања Лука. Осим ових пећина ту су и Вуковића пећина и пећине у кањону Цврцка – Живинице.

### Манифестације
Традиционални поход на ријеку Цврцку и природну оазу Виленска врела годинама организује Планинарско друштво за све љубитеље природе у мају мјесецу. У организацији чланова ФК „Прогрес“, а поводом Васкра, већ неколико година у назад организују се и „Васркшњи турнир у футсалу”, гдје се међу тимовима често налази и неколико футсал репрезентативаца БиХ. Током љета, задња седмица у јулу, посвећена је манифестацији „Седмица спорта и културе”, коју већ 10 година организују чланови удружења МАК (Млади активисти Кнежево), како би младе ове Општине афирмисали и укључили у бројне спортско–културне активности. Такође, ту је и традиционална манифестација сајам меда коју организују два удружења пчелара. Манифестација Котлићијада је резервисана за мјесец август. Одржава се на локалитету „Риболовачки камп Угар”.

## Привреда
- Земљорадничка задруга "15. Мај“
- ПП Невас-компани, дрвна индустрија
- ПП „Гатер“, дрвна индустрија
- Кнеград, грађевинарство
- ОДП МТК „Металотехна“, метална индустрија
- Алумина, метална индустрија
- ОДП „Хидраулик“, производња хидрауличких ауто-дизалица
- ОДП „Кнетекс“ П. О, текстилна индустрија

## Образовање
- Основна школа „Доситеј Обрадовић“
- Средња школа „Јован Дучић“

## Култура
- Културно умјетничко друштво „Младост“

## Спорт
- Фудбалски клуб „Прогрес“
- Карате клуб „Кнежево“
- Клуб сједеће одбојке „Кнежево“
- Ловачко друштво „Чемерница“

## Назив
До 14. септембра 1992. године (Сл. гласник РС 17/92) званичан назив општине и насељеног места је био Скендер Вакуф.
Бивша општина је име добила по османлијском освајачу Скендер-паши који је у јануару 1528. године у име Османског царства насилно поробио простор општине Кнежево.

## Политичко уређење

### Општинска администрација
Начелник општине представља и заступа општину и врши извршну функцију у Кнежеву. Избор начелника се врши у складу са изборним Законом Републике Српске и изборним Законом БиХ. Општинску администрацију, поред начелника, чини и скупштина општине. Институционални центар општине Кнежево је насеље Кнежево, гдје су смјештени сви општински органи.
Начелник општине Кнежево је Горан Боројевић испред Савеза независних социјалдемократа, који је на ту функцију ступио након локалних избора у Босни и Херцеговини 2016. године. Састав скупштине Општине Кнежево је приказан у табели.

## Становништво
На територији општине Кнежево данас у десет мјесних заједница живи 9.800 становника. Сам град Кнежево има 890 домаћинстава са укупно 3.900 становника. Становништво ове општине чине углавном Срби.

### Двадесети вијек
По последњем службеном попису становништва из 1991. године, општина Скендер Вакуф је имала 19.418 становника, распоређених у 36 насељених места на 448 km².
После потписивања Дејтонског споразума, највећи дио предратне општине Скендер Вакуф остао је у Републици Српској, а име граду и општини промењено је у Кнежево. У састав Федерације БиХ ушла су насељена места: Брњићи, Бунар, Давидовићи, Добратићи, Доњи Орашац, Горњи Орашац, Кричићи — Јејићи, Мелина, Мијатовићи, Милашевци, Павловићи, Присика, Слипчевићи, Витовље Мало, Вуковићи, Запеће, Засавица и Зубовићи. Од овог подручја формирана је општина Добратићи.

### Национални састав
| Националност       | 2013.          | 1991.           | 1981.           | 1971.           |
| Срби               | 9.288 (94,84%) | 13.263 (68,30%) | 15.953 (69,51%) | 15.926 (74,35%) |
| Хрвати             | 31 (0,31%)     | 4.770 (24,56%)  | 5.395 (23,50%)  | 4.431 (20,68%)  |
| Муслимани          | 429 (4,38%)    | 1.071 (5,51%)   | 1.141 (4,97%)   | 947 (4,42%)     |
| Југословени        | —              | 169 (0,87%)     | 318 (1,38%)     | 9 (0,04%)       |
| остали и непознато |                | 145 (0,74%)     | 141 (0,61%)     | 106 (0,49%)     |
| Укупно             | 9.793          | 19.418          | 22.948          | 21.419          |

У границама данашњих општина национални састав 1991. године је био следећи:
- Општина Кнежево (са дијелом општине Травник, који је припао РС)

укупно: 15.457
- Срби — 13.903 (89,94)
- Муслимани — 1.068 (6,90)
- Хрвати — 223 (1,44)
- Југословени — 160 (1,03)
- остали — 103 (0,69)
- Општина Добратићи

укупно: 4.790
- Хрвати — 4.720 (98,53)
- Срби — 6 (0,12)
- Муслимани — 3 (0,06)
- Југословени — 19 (0,39)
- остали — 42 (0,90)